# Banca Coreei
Banca Coreei este banca centrală a Coreei de Sud.

## Istoric
Banca Coreei a fost înființată pe 12 iunie 1950, în temeiul Legii Băncii Coreei, adoptată la 5 mai 1950, preluând activele și operațiunile Băncii Chōsen, lichidată concomitent. Aceasta a fost însărcinată cu o gamă largă de funcții în politica monetară și financiară, supravegherea bancară și politica valutară.